# 奥尔塔切苏斯
奥尔塔切苏斯（義大利語：Ortacesus），是意大利撒丁大区南撒丁省的一个市镇。总面积23.56平方公里，人口941人，人口密度39.9人/平方公里（2009年）。ISTAT代码为092044。